# Emsbüren
Emsbüren is een gemeente in het Duitse landkreis Eemsland in de deelstaat Nedersaksen. Emsbüren telt 10.300 inwoners. Op 30 juni 2006 omvatte het gebied 139,31 km², wat neerkomt op een bevolkingsdichtheid van 70 inw. per km².

## Plaatsen in de gemeente Emsbüren
De gemeente is sedert 1974 onderverdeeld in de kerngebieden (Ortsteile):
|  | 1. Ahlde (419) 2. Berge (2.117) 3. Bernte (sedert een onbekende datum bij Leschede gevoegd) 4. Elbergen (565) 5. Emsbüren (2.856) 6. Gleesen (804) 7. Leschede (2.101 incl. Bernte) 8. Listrup (637) 9. Mehringen (1.146) |

In afwijking van bovenstaand kaartje bestaat de gemeente dus uit 8, niet uit 9 Ortsteile.
De getallen tussen haakjes zijn de aantallen inwoners per Ortsteil. Deze zijn in oktober 2020 ontleend aan de website van de gemeente. Bij de cijfers was geen peildatum vermeld. Tweede-woningbezitters, die ook een hoofdverblijf elders hebben, zijn inbegrepen.
Van de bevolking was circa 76½ % rooms-katholiek, 11 % evangelisch-luthers en behoorde 12 ½ % tot een andere, of in het geheel geen geloofsgemeenschap.

## Geografie
Emsbüren ligt in het zuidelijke Eemsland, halverwege de steden Lingen en Rheine. De gemeente ligt ruim 20 km ten oosten van Nordhorn en 25 km ten oosten van de grens met Nederland in Twente. Ten westen van Emsbüren ligt een dunbevolkt hoogveengebied, de Engdener Wüste.

### Buurgemeentes
- In het westen: Engden en Wietmarschen
- In het noorden: Lingen
- In het oosten: Samtgemeinde Spelle
- In het zuiden: Salzbergen en Schüttorf.

## Verkeer en vervoer
De Autobahn 31 loopt van noord naar zuid door de gemeente. Afrit 26 van deze snelweg leidt naar Emsbüren. Direct ten zuiden van Emsbüren kruist deze snelweg de west-oostverbinding  Autobahn 30 op Kreuz Schüttorf.
Station Leschede is het enige treinstation in de gemeente. Het ligt aan de spoorlijn Hamm - Emden. Aanvullend busvervoer is beperkt tot enige scholierenlijnen en een buurtbus, die station Leschede, het centrum van Emsbüren en de andere grotere dorpen van de gemeente met elkaar verbindt. Deze door plaatselijke vrijwilligers georganiseerde buurtbus rijdt op maandag, woensdagmiddag en op vrijdag.
Door de gemeente stroomt de rivier de Eems. Deze is tot iets stroomafwaarts van Elbergen alleen voor de pleziervaart bevaarbaar. De vrachtscheepvaart maakt gebruik van het enige kilometers oostelijker lopende Dortmund-Eemskanaal. Ten noorden van Elbergen takt hiervandaan het westwaarts lopende Eems-Vechtkanaal af richting Nordhorn.

## Economie
De gemeente bestaat in hoofdzaak van lokaal midden- en kleinbedrijf en van de agrarische sector. Direct ten noorden van het autobaanknooppunt Kreuz Schüttorf wordt een 90 ha groot bedrijventerrein ontwikkeld, waarvan het de bedoeling is, dat het in de periode 2015-2025 veel verschillende bedrijven zal aantrekken, ook Nederlandse. In de directe omgeving hiervan bestaat reeds Emsflower, een zeer groot tuinbouwbedrijf van Nederlandse origine, dat de nadruk legt op de teelt en de import (o.a. uit Tanzania) van sierbloemen.  Dit bedrijf is voor de gemeente als werkgever en als attractie van groot economisch belang. De eigenaar van Emsflower heeft nog 4 andere soortgelijke ondernemingen, waarvan drie in Nederland.

## Geschiedenis
De aanwezigheid van hunebedden in de gemeente bewijst, dat er reeds in de Jonge Steentijd mensen woonden, dragers van de Trechterbekercultuur (3200-2500 v.C.).
Emsbüren ontstond in of wellicht reeds voor de 12e eeuw. Enkele andere dorpen in de gemeente, waaronder Elbergen, worden reeds vermeld in een oorkonde uit het jaar 890. Het maakte, evenals Rheine, deel uit van een oude gouw met de naam Bursibant.  Van de 13e eeuw tot aan de Napoleontische tijd maakte de gemeente deel uit van het Prinsbisdom Münster. Van 1815-1866 lag Emsbüren in het Koninkrijk Hannover, daarna in het Koninkrijk Pruisen en vanaf 1871 in het Duitse Keizerrijk. In 2004 richtte een Nederlands bedrijf, Kwekerij Kuipers B.V. op Emsbürener grondgebied, nabij Autobahnkreuz Schüttorf, een 100 hectare groot tuinbouwbedrijf op, met veel broeikassen, dat de naam Emsflower kreeg. Dit bedrijf, dat oorspronkelijk uitsluitend aan bloemisterijen leverde, werd in 2006 uitgebreid met een pretpark en in 2014 met een groot eigen tuincentrum met doe-het-zelfwinkel.

## Bezienswaardigheden
- De uit omstreeks 1400 daterende rooms-katholieke Johannes-de-Doperkerk te Elbergen
- Men kan fraaie fietstochten langs de Eems maken. De toeristenbureaus in het Eemsland hebben in een gezamenlijk initiatief meerdaagse fietsroutes uitgezet.
- Ten zuiden van Emsbüren ligt „Erlebniswelt Emsflower“, een pretpark met de nadruk op planten. Het behoort bij het grote tuinbouwbedrijf van dezelfde naam.
- Drie hunebedden op één km ten zuidwesten van Mehringen, de Mehringer Steine I, II en III (Sprockhoff-Nr. 879, 880 en 881)

## Afbeeldingen

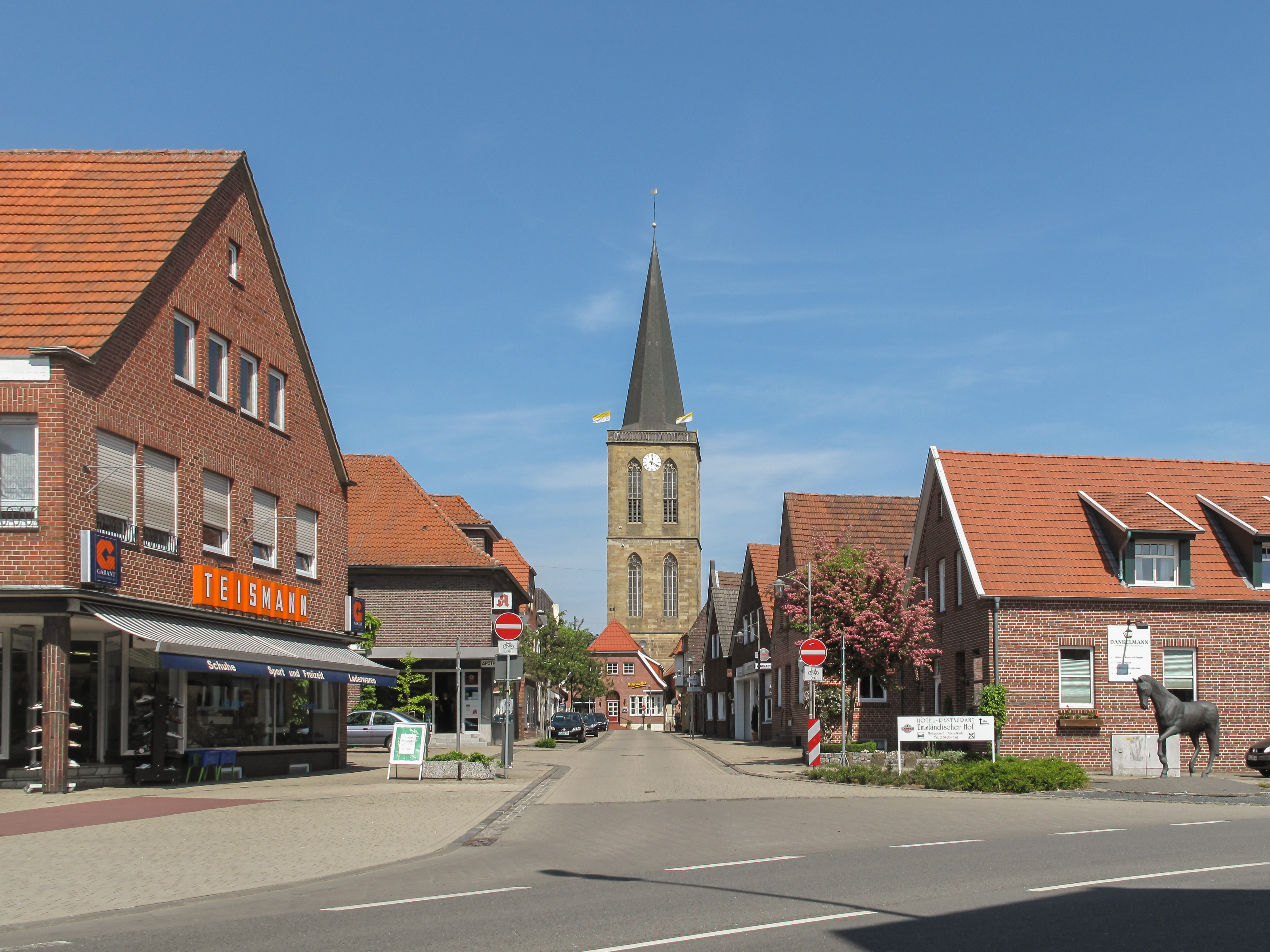
Emsbüren, R.K. St.-Andreaskerk
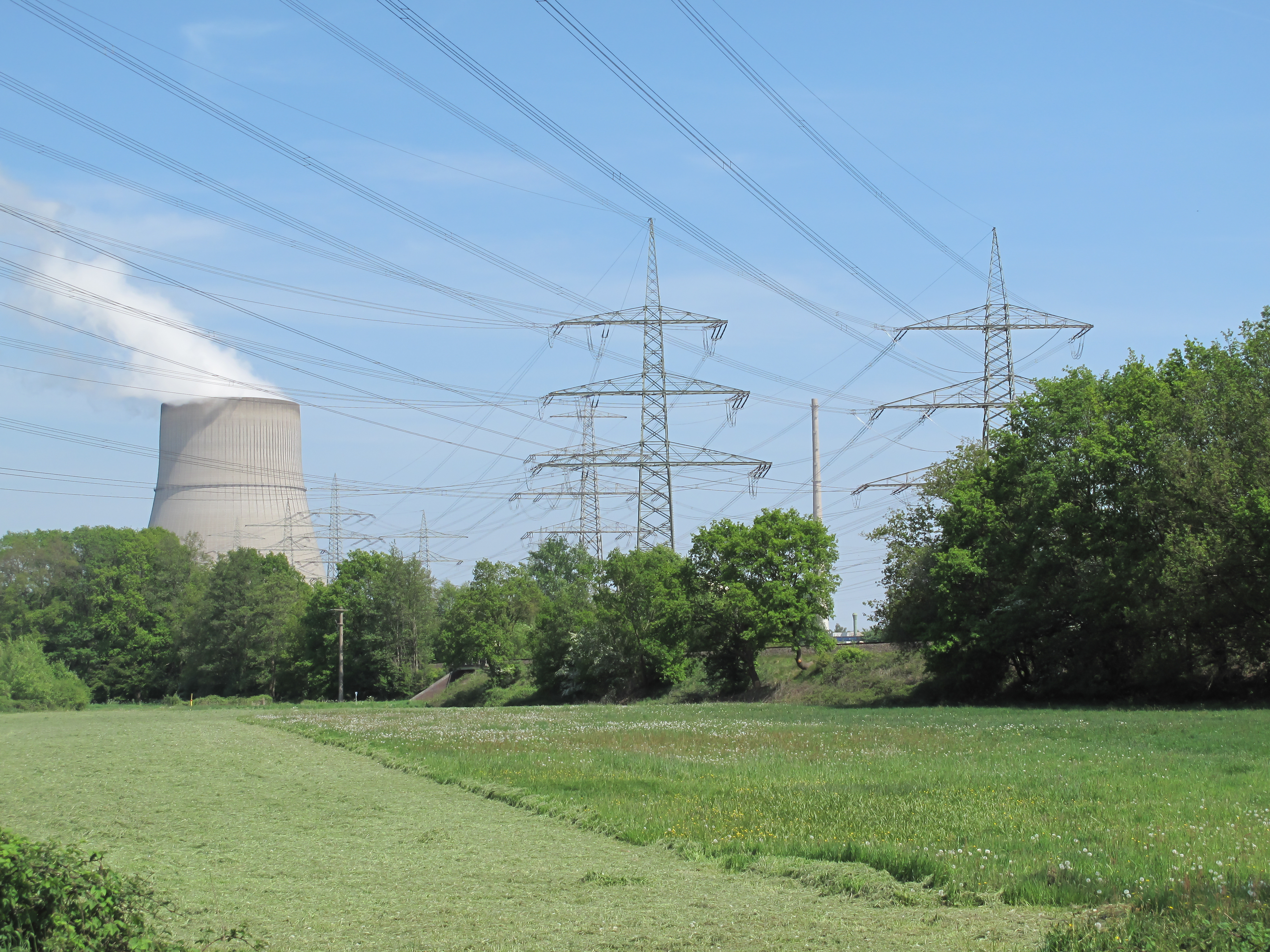
Elbergen, energiecentrale (2011)
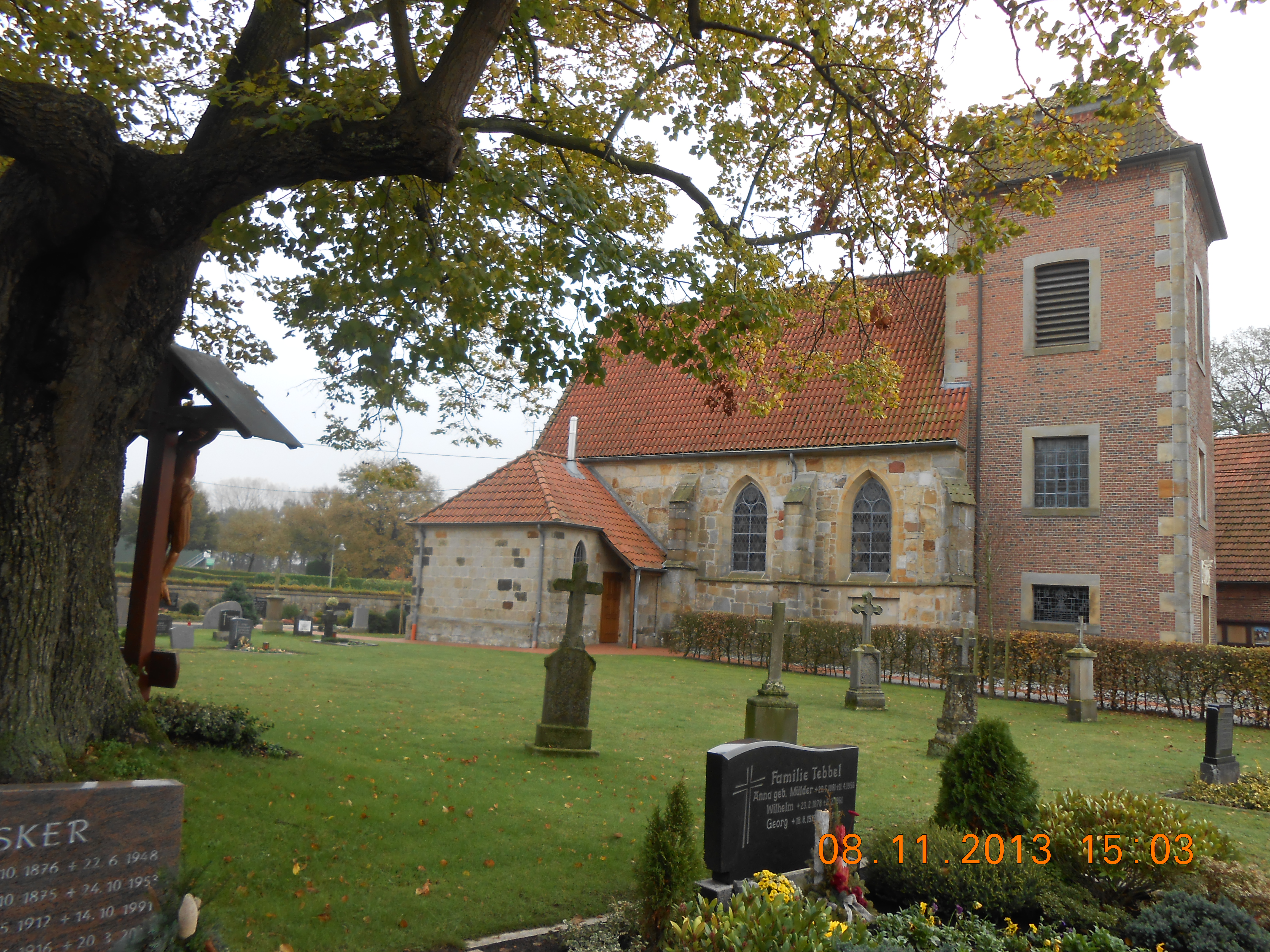
R.K. Johannes-de-Doperkerk, Elbergen
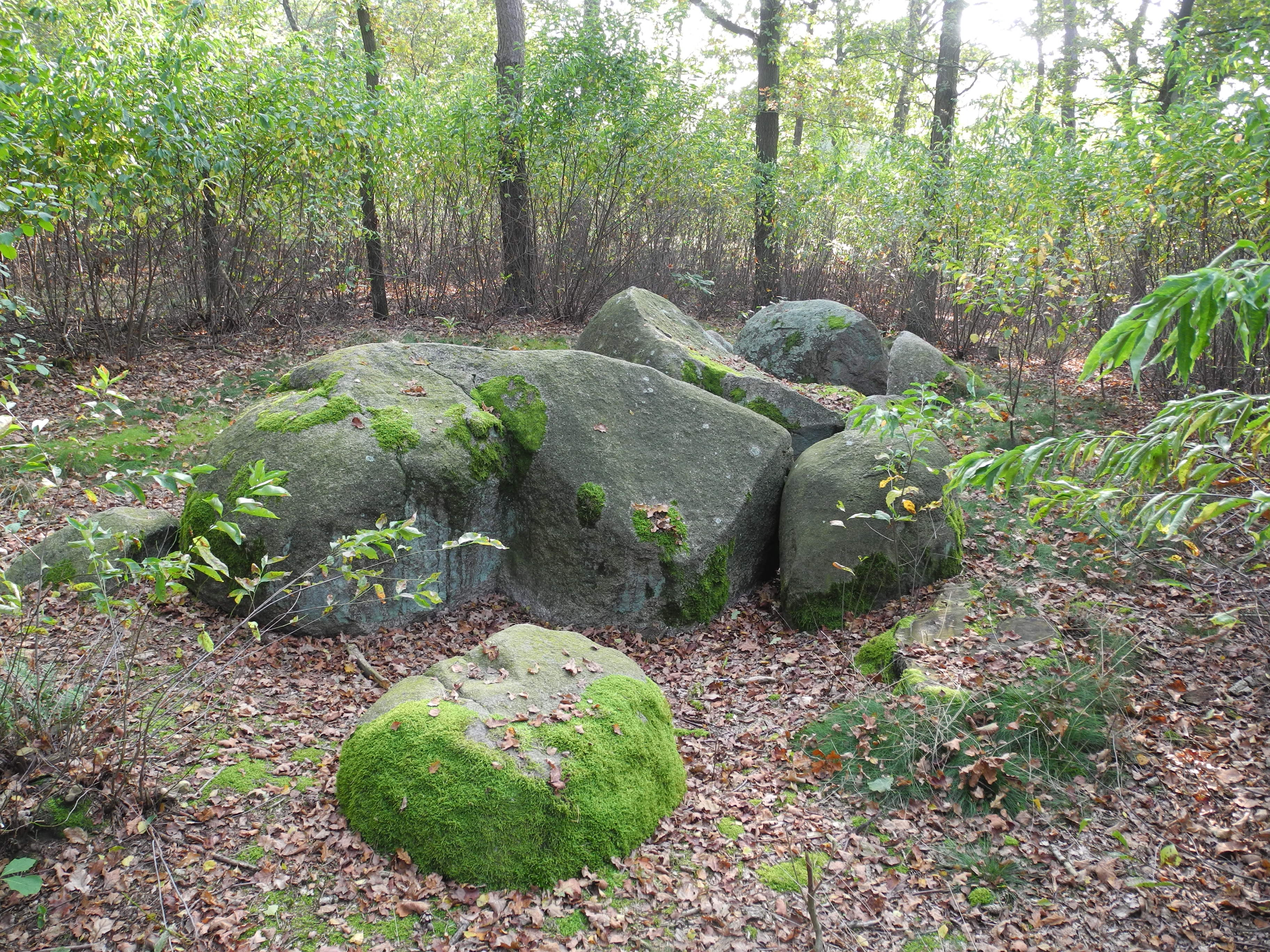
Mehringer Steine I

## Trivia
In Emsbüren zelf vindt op Eerste Paasdag rond 16.00 uur vanaf de nabijgelegen Nattenberg een paasprocessie plaats, waarbij men zingend naar het dorp trekt, gaat bidden bij de muur van het kerkhof en een rondje om de Andreas-kerk loopt.
- Gemeinsame Normdatei: 4300123-3
- MusicBrainz: 3d232ce9-fe21-4210-937f-a3a35e172b45
- Virtual International Authority File: 236499506
- WorldCat: E39PBJmHMv7vCHXjkpY9tr4H4q

Andervenne ·
Bawinkel ·
Beesten ·
Bockhorst ·
Börger ·
Breddenberg ·
Dersum ·
Dohren ·
Dörpen ·
Emsbüren ·
Esterwegen ·
Freren ·
Fresenburg ·
Geeste ·
Gersten ·
Groß Berßen ·
Handrup ·
Haren (Ems) ·
Haselünne ·
Heede ·
Herzlake ·
Hilkenbrook ·
Hüven ·
Klein Berßen ·
Kluse ·
Lähden ·
Lahn ·
Langen ·
Lathen ·
Lehe ·
Lengerich ·
Lingen ·
Lorup ·
Lünne ·
Meppen ·
Messingen ·
Neubörger ·
Neulehe ·
Niederlangen ·
Oberlangen ·
Papenburg ·
Rastdorf ·
Renkenberge ·
Rhede ·
Salzbergen ·
Schapen ·
Sögel ·
Spahnharrenstätte ·
Spelle ·
Stavern ·
Surwold ·
Sustrum ·
Thuine ·
Twist ·
Vrees ·
Walchum ·
Werlte ·
Werpeloh ·
Wettrup ·
Wippingen